# Harry Abbott (cầu thủ bóng đá, sinh năm 1895)
Henry Abbott (15 tháng 3 năm 1895 – 1968) là một cầu thủ bóng đá người Anh thi đấu ở vị trí thủ môn tại Football League cho Nelson, Luton Town và Rochdale. Ông cũng thi đấu cho đội bóng mới thành lập Wigan Athletic trong mùa giải đầu tiên.